# Komsomol'skaya Hill
Komsomol'skaya Hill är en kulle i Antarktis. Den ligger i Östantarktis. Australien gör anspråk på området. Toppen på Komsomol'skaya Hill är 35 meter över havet.
Terrängen runt Komsomol'skaya Hill är kuperad söderut, men österut är den platt. Havet är nära Komsomol'skaya Hill norrut. Trakten är glest befolkad. Närmaste befolkade plats är Mirny Station, 1,2 kilometer sydväst om Komsomol'skaya Hill. 